# Перша Дрогобицька обласна партійна конференція
Перша Дрогобицька обласна партійна конференція — партійна конференція Дрогобицького обласного комітету Комуністичної партії (більшовиків) України, що відбулася 27—28 квітня 1940 року в місті Дрогобичі.

## Порядок денний конференції
1. Звітна доповідь (доповідач Ткач Яків Микитович);
2. Вибори керівних органів обласного комітету.

## Керівні органи Дрогобицького обласного комітету КП(б)У
Обрано обласний комітет у складі 49 членів обкому, Ревізійну комісію в складі 7 чоловік.

### Члени Дрогобицького обласного комітету КП(б)У
- 1.Антипов Олексій Семенович — начальник обласної робітничо-селянської міліції НКВС Дрогобицької області
- 2.Бабело О.С. — 1-й секретар Бориславського міськкому КП(б)У
- 3.Барабаш Д.К.
- 4.Бец Олексій Антонович — 1-й секретар Самбірського міськкому КП(б)У
- 5.Борзов Микола Якович — 1-й секретар Стрийського райкому КП(б)У
- 6.Ганеєв К.А.
- 7.Герасименко Єгор Васильович — редактор Дрогобицької обласної газети «Більшовицька правда»
- 8.Герасимов Олександр Васильович — командир 7-ї моторизованої дивізії Київського особливого військового округу (місто Дрогобич), полковник
- 9.Гребенник Петро Максимович — 2-й секретар Дрогобицького міськкому КП(б)У
- 10.Грезнєв Микола Феофілович — військовий політпрацівник, полковий комісар РСЧА
- 11.Давиденко Федір Савич — 1-й секретар Турківського райкому КП(б)У
- 12.Довбня Порфирій Демидович — 1-й секретар Сколівського райкому КП(б)У
- 13.Дяченко Дмитро Митрофанович — 1-й секретар Рудківського райкому КП(б)У
- 14.Загородний Олексій Григорович — 2-й секретар Дрогобицького обкому КП(б)У
- 15.Заїка Павло Вікторович — 3-й секретар Дрогобицького обкому КП(б)У
- 16.Зайцев Іван Степанович
- 17.Зачепа Іван Іванович — начальник УНКВС по Дрогобицькій області
- 18.Зенін А.Є.
- 19.Калганов П.С.
- 20.Кальченко Омелян Андрійович — військовий політпрацівник, полковий комісар РСЧА
- 21.Калюжний Микола Назарович — голова планової комісії Дрогобицького облвиконкому
- 22.Кирилов Микола Кузьмич — командир 13-го стрілецького корпусу Київського особливого військового округу (місто Дрогобич), комдив
- 23.Коваленко
- 24.Коліков Олексій Леонтійович — заступник голови Дрогобицького облвиконкому
- 25.Коляго Олексій Маркович — начальник політвідділу Стрийського відділку залізниці
- 26.Кулик Антон Лукич — 1-й секретар Стрийського міськкому КП(б)У
- 27.Кучай Григорій Лазарович — 1-й секретар Лісківського райкому КП(б)У
- 28.Леженко Данило Дмитрович — голова Дрогобицького облвиконкому
- 29.Липпа С.М.
- 30.Лисов
- 31.Марсін Олександр Федорович — секретар Дрогобицького обкому КП(б)У з кадрів
- 32.Мельник Володимир Маркович — 1-й секретар Перемишльського райкому КП(б)У
- 33.Негуляєв А.Г.
- 34.Нечіпас Степан Родіонович — 1-й секретар Мостиського райкому КП(б)У
- 35.Орленко Петро Васильович — 1-й секретар Перемишльського міськкому КП(б)У
- 36.Остапенко А.Г. — завідувач сільськогосподарського відділу Дрогобицького обкому КП(б)У
- 37.Павлов Захар Леонтійович — 1-й секретар Дрогобицького райкому КП(б)У
- 38.Погребижський І.А.
- 39.Попов М.К. — партійний організатор військової частини
- 40.Рябишев Дмитро Іванович — командир 4-го кавалерійського корпусу Київського особливого військового округу (місто Дрогобич), комкор
- 41.Ряжечкін Сергій Федорович — 1-й секретар Дрогобицького обкому ЛКСМУ
- 42.Сарнавський Сергій Григорович — начальник Дрогобицького обласного земельного відділу
- 43.Сердюк Яків Трохимович — секретар Дрогобицького обкому КП(б)У з пропаганди і агітації
- 44.Скородумов
- 45.Ткач Яків Микитович — 1-й секретар Дрогобицького обкому КП(б)У
- 46.Уткін
- 47.Хижняк Дмитро Савович — завідувач організаційно-інструкторського відділу Дрогобицького обласного комітету КП(б)У
- 48.Щудро Пилип Данилович — 1-й секретар Добромильського райкому КП(б)У
- 49.Юрко Любов Іванівна

### Члени Ревізійної комісії обласного комітету КП(б)У
- 1.Волошин Е.Г.
- 2.Дарчук Серафим Андрійович
- 3.Дудник Іван Григорович — 1-й секретар Стрілківського райкому КП(б)У
- 4.Жученко
- 5.Карпенко Іван Федорович — голова Дрогобицького обласного суду
- 6.Полегін
- 7.Шишкін Федір Маркович — завідувач Дрогобицького обласного фінансового відділу

28 квітня 1940 року відбувся 1-ий пленум Дрогобицького обласного комітету КП(б)У. 1-м секретарем обкому КП(б)У обраний Ткач Яків Микитович, 2-м секретарем — Загородний Олексій Григорович, 3-м секретарем — Заїка Павло Вікторович, секретарем з кадрів — Марсін Олександр Федорович, з пропаганди і агітації — Сердюк Яків Трохимович.
Обрано бюро Дрогобицького обласного комітету КП(б)У в складі 9 чоловік: Ткач Яків Микитович, Загородний Олексій Григорович, Заїка Павло Вікторович, Марсін Олександр Федорович, Сердюк Яків Трохимович, Леженко Данило Дмитрович, Зачепа Іван Іванович, Гребенник Петро Максимович, Рябишев Дмитро Іванович. Кандидатами в члени бюро Дрогобицького обласного комітету КП(б)У обрані Герасименко Єгор Васильович і Ряжечкін Сергій Федорович.